# Metastelma sigmoideum
Metastelma sigmoideum är en oleanderväxtart som först beskrevs av Donovan Stewart Correll, och fick sitt nu gällande namn av Acev.-rodr.. Metastelma sigmoideum ingår i släktet Metastelma och familjen oleanderväxter. Inga underarter finns listade i Catalogue of Life.